# Höllental (Polanica-Zdrój)

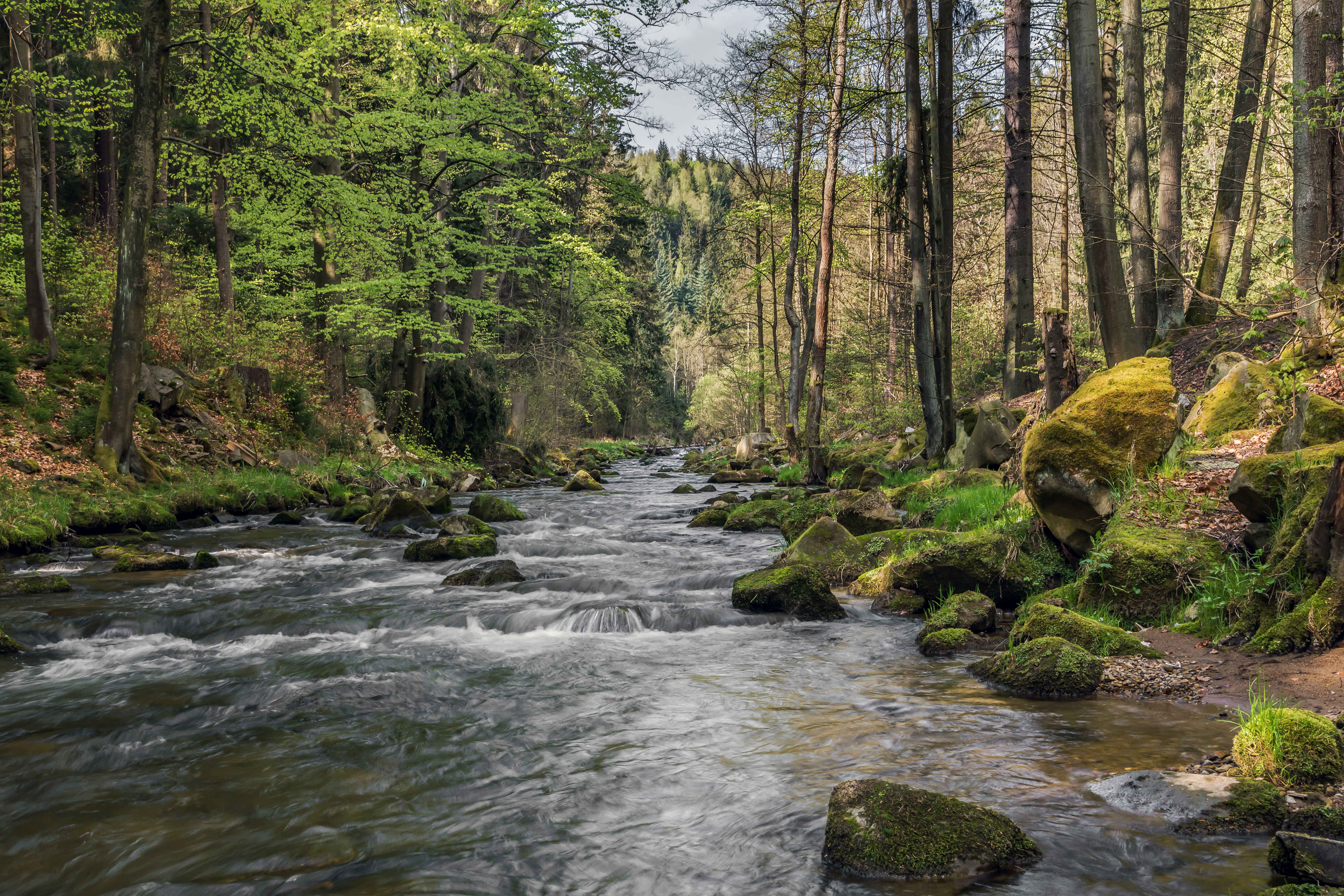
Im Höllental

Das Höllental (polnisch Piekielna Dolina) ist ein enger, romantischer Abschnitt des Tales der Reinerzer Weistritz (Bystrzyca Dusznicka) im westlichen Teil der vormaligen Grafschaft Glatz im heutigen Powiat Kłodzki der Woiwodschaft Niederschlesien in Polen.

## Lage und Gestalt
Im Höllental durchbricht die Reinerzer Weistritz in einem Engtal aus der Oberen Kreide stammende Sandsteinschichten und bildet einen Teilabschnitt der Grenze zwischen dem Habelschwerdter und dem Heuscheuergebirge.
Das Höllental liegt zwischen den Städten Szczytna (Rückers) und Polanica-Zdrój (Bad Altheide) und besitzt eine Länge von etwa drei Kilometern mit mehreren Windungen. In diesem Bereich verlaufen auf dem schmalen Talboden nur der Fluss, eine Straße und eine Bahnstrecke, die sich mehrfach kreuzen. Die bewaldeten und teilweise mit Sandsteinblöcken bedeckten Hänge des Tales sind steil und erreichen bis zu 200 m Höhe.
Im Tal wachsen Pflanzen u. a. Netzblatt, Seidelbast, Türkenbund und Moorbirke. Es ist deshalb Teil des europaweiten Netzwerkes von Schutzgebieten Natura 2000.

## Geschichte

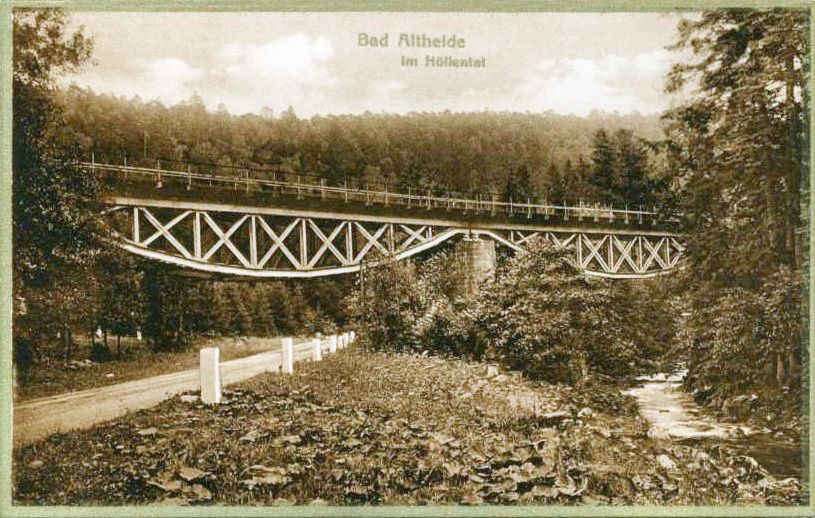
Viadukt im Höllental (um 1910)

Durch das Höllental verlief von alters her ein uralter Landespfad, der von Prag über Náchod, den Hummelpass und durch den Glatzer Kessel zur böhmischen Grenzburg Glatz (Kladsko) und weiter nach Breslau führte. Später wurde er auch als „Königs-“ bzw. „Handelsweg“ bezeichnet. Die besonderen Gefahren auf dieser Strecke, nicht zuletzt auch durch Raubüberfälle, könnten zum Namen des Tales beigetragen haben.
1890 wurde von der Preußischen Staatsbahn der erste Abschnitt der Bahnstrecke Glatz–Rückers fertiggestellt. Dieser führt durch das Höllental, wo wegen der landschaftlichen Verhältnisse besondere Bauten, wie Viadukte, erforderlich waren. Am 15. Dezember 1890 fuhr der erste Zug bis Rückers.
Mit der Errichtung des Reichsstraßennetzes 1934 erhielt die Straße von Glatz nach Bad Kudowa durch das Höllental die Nummer 150. Auch auf einer Karte von 1974 verläuft die Straßenverbindung von Polanica-Zdrój nach Szczytna noch durch das Höllental. In den Folgejahren wurde für die nunmehr als Landesstraße 8 bezeichnete Verbindung eine Trasse nördlich des Höllentales ausgebaut (heute Europastraße 67). Die Straße durch das Höllental besitzt seitdem nur noch regionale Bedeutung.